# Vladimír Klecanda
Vladimír Klecanda ps. „dr Luděk Kalvoda”(ur. 25 września 1888 w Pradze, zm. 3 kwietnia 1946 tamże) – czeski historyk, archiwista i polityk.

## Życiorys
Był synem pisarza i dziennikarza Jana Klecandy.
Studiował historię na uniwersytetach w Pradze, Paryżu i Wiedniu. Od 1918 pracował jako archiwista w Archiwum Narodowym w Pradze, a od 1921 do 1923 w Wiedniu. Od 1924 pracował na nowo utworzonym Wydziale Filozoficznym Uniwersytetu Komeńskiego w Bratysławie. Od 1928 był profesorem nadzwyczajnym, a w 1932 uzyskał nominację profesorską. W latach 1936−1938 był dziekanem tego wydziału. Był autorem publikacji na temat archiwistyki oraz historii Czech.
W 1938 musiał opuścić Słowację i rozpoczął pracę na Wydziale Filozoficznym Uniwersytetu Karola. Po wybuchu II wojny światowej zaangażował się w działalność czechosłowackiego ruchu oporu (m.in. był sekretarzem generalnym Centrum Politycznego), używał pseudonimu „dr Luděk Kalvoda”. W grudniu 1939 opuścił Czechy i przez Jugosławię przedostał się do Francji. Od 1940 pracował w Czechosłowackim Komitecie Narodowym, zasiadał w najwyższych władzach emigracyjnego rządu oraz pracował jako komentator radiowy dla BBC. W latach 1943−1945 był redaktorem i wydawcą wydawanego w Londynie miesięcznika „Kruh”. Zajmował się także gromadzeniem materiałów archiwalnych związanych z działalnością czechosłowackiego ruchu oporu i rządu emigracyjnego.
Po powrocie do Czechosłowacji został członkiem Czeskiej Partii Narodowo-Społecznej i zasiadał w Tymczasowym Zgromadzeniu Narodowym. Po jego śmierci zastąpił go prof. Václav Hlavatý.

## Życie prywatne
Jego żona Eva zmarła w 1942 w Auschwitz. Jego córka Eva była więziona w obozie w Ravensbrück i w 1945 powróciła do Czechosłowacji.